# Comté de Childress
Le comté de Childress, en anglais : Childress County, est un comté situé dans le nord de l'État du Texas aux États-Unis. Fondé le 19 novembre 1876, son siège de comté est la ville de Childress. Selon le recensement des États-Unis de 2020, sa population est de 6 664 habitants. Le comté a une superficie de 1 848,4 km2, dont 1 803,6 km2 en surfaces terrestres. Il est nommé en l'honneur de George Childress. 

## Organisation du comté
Le comté est fondé le 19 novembre 1876. Après plusieurs aménagements fonciers, il est définitivement organisé et autonome, le 11 avril 1887.
L'origine du nom du comté fait référence à George Childress, l'auteur principal de la déclaration d'indépendance de la république du Texas,.

## Géographie
Le comté de Childress se situe à la limite orientale du Texas Panhandle, au nord de l'État du Texas, aux États-Unis,. Il est bordé à l'est par l’État de l'Oklahoma.
Il a une superficie totale de 1 848,4 km2, composée de 1 803,6 km2 de terres et de 44,8 km2 de zones aquatiques.

## Comtés adjacents
|               | Comté de Collingsworth | Comté de Harmon   |
| Comté de Hall | comté de Childress     | Comté de Hardeman |
|               | Comté de Cottle        |                   |

## Démographie
Lors du recensement de 2010, le comté comptait une population de 7 041 habitants. Elle est estimée, en 2017, à 7 067 habitants.

Pyramide des âges du comté de Victoria (2000).

| Groupes           | Comté de Childress | Texas | États-Unis |
| ----------------- | ------------------ | ----- | ---------- |
| Blancs            | 82,0               | 70,4  | 72,4       |
| Afro-Américains   | 9,9                | 11,9  | 12,6       |
| Autres            | 5,4                | 10,6  | 6,4        |
| Métis             | 1,4                | 2,5   | 2,7        |
| Asiatiques        | 0,7                | 3,8   | 4,8        |
| Amérindiens       | 0,6                | 0,7   | 0,9        |
| Total             | 100                | 100   | 100        |
|                   |                    |       |            |
| Latino-Américains | 26,8               | 37,6  | 16,7       |